# Ryszard Kaczorowski
Ryszard Kaczorowski (Jelita, Białystok 1919. november 26. – Szmolenszk közelében, 2010. április 10.) lengyel politikus.

## Halála és temetése
2010. április 10-én az oroszországi Szmolenszk közelében hunyt el, miután a Lengyel Légierő kötelékébe tartozó Tu–154-es elnöki különgép, amely a katyni vérengzés 70. évfordulója alkalmából tartott megemlékezésre szállította őt és kíséretét, feltehetően a sűrű köd következtében, a szmolenszki katonai repülőtér leszállópályájától néhány száz méterre lezuhant. A tragédiában 96 fő vesztette életét, köztük számos lengyel politikai és katonai vezető is.

R Kaczorowski család címere